# 11e Convention nationale acadienne
La XIe convention nationale acadienne a lieu en 1955 dans diverses localités au Canada.
Après 18 ans d'interruption, un comité spécial est chargé de l'organisation de grandes manifestations pour souligner le bicentenaire du Grand Dérangement. Ce qui fut nommé les « fêtes de 1955 » prit une envergure considérable et se déroula dans de nombreux lieux acadiens. Ce n'était pas à proprement parler une convention nationale, mais ces fêtes sont quand même considérées comme la 11e édition.